# Roentgen (unitat)
No per ser confós amb roentgen equivalent in man o roentgen equivalent físic 

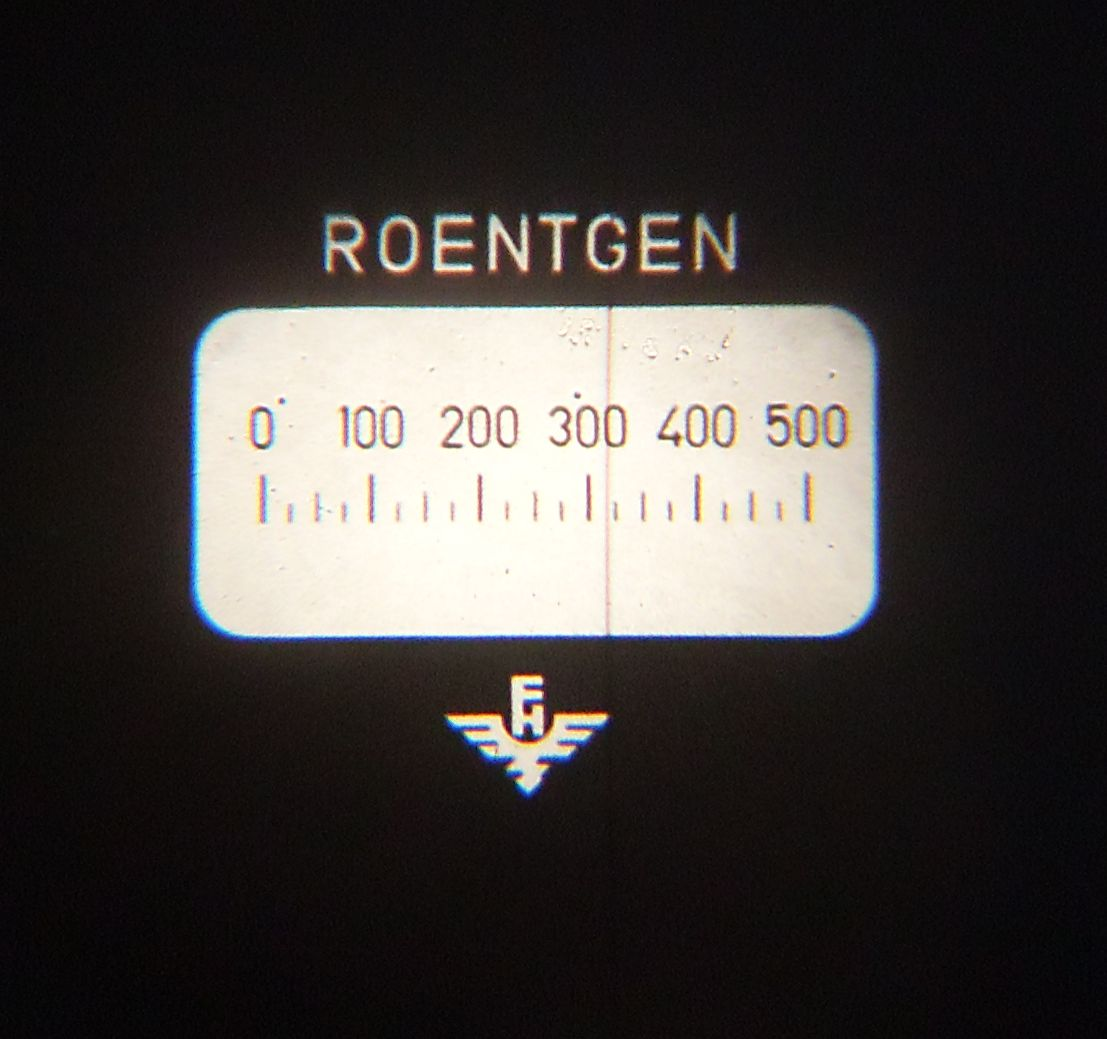
Pantalla amb un comptador de fibra de quars en unitats roentgen.

El  roentgen (R, també röntgen) és una unitat de mesura que determina la quantitat de radiació produïda per ions en un centímetre cúbic d'aire en condicions estàndard de pressió i temperatura. Es diu així en honor del físic alemany Wilhelm Röntgen, que va descobrir els raigs X. Des del seu naixement el 1908, aquesta unitat ha estat redefinida i rebatejada durant els anys. Va ser definida per última vegada per l'Institut nacional d'Estàndards i Tecnologia dels Estats Units (NIST) l'any 1998 com 2,58×10−4 C/kg, (1 C/kg = 3876 R) amb la recomanació que la definició fos donada en cada document on el roentgen fos utilitzat. Un roentgen d'aire kerma diposita 0,00877grays (0,877 rad) de dosi absorbida en aire sec, o 0,0096 Gy (0,96 rad) en teixit tou. Un roentgen (aire kerma) de raigs X pot dipositar dins d'un os des de 0,01 a 0,04 grays (1 a 4 rad) depenent de l'energia del focus. Aquesta conversió per als teixits del cos humà, des del kerma a la dosi absorbida s'anomena F-Factor dins d'un context de radioteràpia. La conversió depèn de la capacitat de ionitzar d'un medi de referència i la seva energia, el qual és ambigu en la definició de NIST més tardana. Fins i tot quan un medi de referència és plenament definit, l'energia de ionització de la prova i l'objectiu no se saben ben bé.

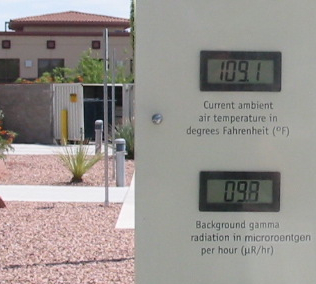
L'estació meteorològica exterior del Museu de proves atòmic en un dia d'estiu calorós. El nivell de fons de gamma radiació és de 9.8 μR/h (86mR/yr). Un valor molt proper a la mitjana mundial de radiació de fons de 91 mR/yr provinent de fonts còsmiques i terrestres.

## Història
El roentgen té les seves arrels en la Unitat Villard definida el 1908 per "American Roentgen Ray Society" com "la quantitat de radiació que allibera per ionització un StatC d'electricitat per cm³ d'aire sota condicions normals de temperatura i pressió." Utilitzant 1 StatC ≈ 3.33564 ×10& minus;10C i la densitat de l'aire de 1.293kg/m³ a 0 °C i 101kPa, això es converteix en 2.58×10−4C/kg, el qual és el valor modern donat pel NIST.
1 StatCcm³ × 3.33564×10−10CStatC × 1,000,000 cm³m³ ÷ 1.293 kgm³ = 2.58×10−4Ckg
Aquesta definició va ser utilitzada sota noms diferents (e, R, i unitat alemanya de radiació) en els següents 20 anys. Mentrestant, al Roentgen Francès se li va donar un valor completament diferent a l'alemany que equivalia a 0,444 Roentgens alemanys.

### Definicions de l'ICR
L'any 1928, el Congrés internacional de Radiologia (ICR) va definir el roentgen com "la quantitat de radiació X que, quan els electrons secundaris són plenament utilitzats i l'efecte paret de la cambra és evitat, produeixen en 1 cc d'aire atmosfèric a 0° C i 76cm de pressió de mercuri, tal grau de conductivitat que es mesura en saturació de corrent 1 StatC del càrrega." El declarat 1 cc de l'aire tindria una massa d'1.293 mg a les condicions donades, així que el 1937 l'ICR va reescriure aquesta definició en termes d'aquesta massa d'aire en comptes de volum, temperatura i pressió. La 1937 definició també s'estenia a rajos gamma, però més tard, el 1950 es limità a 3 MeV.

### Definició del GOST
El comitè d'unió d'estàndards de l'URSS (GOST) mentrestant ja havia adoptat una definició significativament diferent del roentgen el 1934. L'estàndard 7623 del GOST el va definia com "la dosi física de raigs X que produeix càrregues, cadascuna d'una unitat electroestàtica per cm³ del volum irradiat, en aire a 0° C i pressió atmosfèrica normal, quan la ionització és completa." La distinció de dosi física de dosi causà bastanta confusió. Podria haver estat el motiu pel qual Cantrill i Parker van arribar a informar que el roentgen havia esdevingut una abreviatura de 83 ergs per gram (0,0083 Gy) de teixit humà. van anomenar aquesta quantitat derivada, equivalent físic roentgen (rem) per distingir-lo del de l'IRC.

### Definició de l'ICRP
Cap al mig del segle xx, el roentgens van ser utilitzats en l'àmbit de la protecció contra la radiació. Això va reemplaçar pràctiques més primerenques que confiaven en el temps d'exposició o fluorescència. El Consell nacional de Protecció contra la Radiació va establir la primera dosi límit (0.1 roentgen per dia) el 1931. El Comitè internacional de Protecció contra la Radiació, el 1934, augmentà la dosi màxima a 0.2 roentgen per dia. El 1950, l'ICRP va reduir el seu límit recomanat a 0.3 roentgen per setmana en l'exposició de cos sencer. El Comissió internacional de'unitats i mesures de Radiació (ICRU) va incorporar el roentgen el 1950, definint-lo com "la quantitat de raigs X o γ que en l'emissió corpuscular associada a 0.001293 grams d'aire, produeix ions a l'aire d'una unitat electroestàtica de quantitat d'electricitat, de qualsevol signe." El límit de 3 MeV ja no formava part de la definició, però la poca utilitat d'aquesta unitat en energies d'alta potència va ser esmentada en el text acompanyant. Mentrestant, el concepte nou del roentgen equivalent in man (rem) ja havia estat desenvolupat. Començant el 1957, l'ICRP va començar publicant les seves recomanacions en termes de rem, i el roentgen va caure en desús. La comunitat d'imatge mèdica encara té necessitat d'utilitzar mides de ionització, però gradualment han passat a utilitzar C/kg, ja que l'equipament es va anar actualitzant. L'ICRU va recomanar redefinir el roentgen per convertir-se exactament en 2,58×10−4 C/kg el 1971.

### Unió Europea
El 1971 la Comunitat Econòmica Europea, a la Directiva 71/354/EEC, va catalogar les unitats de mesura que es podrien utilitzar "per […] propòsits […] de la salut pública". La directiva va incloure el curie, el rad, el rem i el roentgen com unitats permissibles, però va requerir que l'ús del rad, el rem i roentgen havien de ser revisats abans del 31 desembre 1977. Aquest document va definir el roentgen exactament com 2,58×10−4 C/kg, per recomanació de l'ICRU. En la directiva 80/181/EEC, que es va publicar el desembre 1979, es va reemplaçar la directiva 71/354/EEC, catalogant explícitament el gray, becquerel i sievert per aquest propòsit i va requerir que el curie, el rad, el rem i roentgen es deixessin d'utilitzar el 31 desembre 1985.

### Definició del NIST
Avui en dia, el roentgen és rarament utilitzat, i el Comitè internacional de Pesos i Mesures (CIPM) mai ha acceptat l'ús del roentgen. De 1977 a 1998, les traduccions del SI fetes pel NIST van declarar que el CIPM temporalment havia acceptat l'ús del roentgen (i altres unitats de radiologia) dins de les unitats del SI des del 1969. Tanmateix, aquesta relació del CIPM mostrada en l'apèndix només fa referència al curie el 1964. El NIST va definir el roentgen com 2,58×10−4 C/kg, per ser emprat amb exposicions de radiació x o γ, però no va declarar el medi per ser ionitzat. El CIPM actualment exclou el roentgen de les taules del SI. El NIST va aclarir el 1998 que les seves interpretacions pròpies del sistema de SI havien acceptat el roentgen per ús als EUA, reconeixent que el CIPM no l'havia reconegut mai. La limitació a l'ús en radiació X i γ conduí finalment a la seva quasi extinció. Per això el NIST recomana definir el roentgen en cada document on aquesta unitat és utilitzada. L'ús continuat del roentgen no està recomanat pel NIST.

## Importància
Una exposició de 500 roentgens en un període de cinc hores és normalment letal per tots els éssers humans.
L'exposició normal a causa de la radiació de fons és d'aproximadament 200 milliroentgens per any, o aproximadament 23 microroentgens per hora.
Per mesurar la dosi absorbida normalment s'utilitzen unitats com el  rad  o el  gray  (la unitat del SI), o, si es consideren els efectes biològics que pot provocar les unitats de dosi equivalent, com per exemple el  rem  o el  sievert .